# 韓國教育

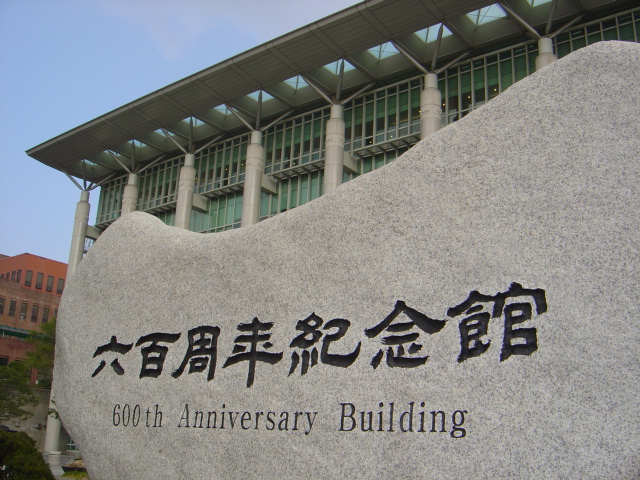
成均館大学600周年纪念館

韩国教育是韩国经济社会发展的人力资源保证，被称为促进经济发展的第二经济。20世纪60年代以来，韩国经济社会飞速发展创造了“汉江奇迹”。在韩国成功的背后，“教育立国”战略是根本原因之一。1961年，韩国人均GDP仅为80美元，80%的人口为文盲。韩国政府将15-20%的财政支出用于教育。1975-1985年间，韩国的教育经费从2.2亿韩圆增加到35.3亿韩圆，增长近16倍。不仅如此，韩国每年还从世界银行贷款6000万美元用于教育。目前韩国已经普及了9年义务教育，基本消除了文盲，是世界识字人口率最高的国家之一。韩国学生在国际数学和科学竞赛中一直保持着出色的成绩。2011年，韩国23-34年龄的人口中具有大学文凭的比例达到了64%，远高于OECD国家平均 39% 的水平。在2014年英国培生集团（Pearson）第二次实施的“全球教育强国”调查中，韩国超越了2012年排名第一的芬兰，综合排名第一，成为世界教育强国。
韩国是个尊师重教的国家。《韩国宪法》明确规定所有国民都有平等接受教育的权利:169。20世纪80年代，终身教育被写入《韩国宪法》。为保障国民的教育权益，韩国制定了一整套的教育法律，包括《教育基本法》、《幼儿教育法》、《初等、中等教育法》、《高等教育法》和《终身教育法》等，使人一生的教育都有法可依:176。韩国《教育法》第一条对韩国教育的理念是这样阐述的：“根据‘弘益人间’的伟大思想，教育的目的在于协助所有人完善其个人的品德，培养独立生活能力和取得能参加建设民主国家和促进全人类繁荣活动的公民资格”:3。
韩国教育的学制为6-3-3-4制，即小学6年，初中3年，高中3年，大学4年:4。小学和初中在韩国是免费义务教育。韩国在1959年普及了小学义务教育，96%的适龄儿童接受了义务教育:2:170。1969年，韩国废除了初中入学考试制度，1985年开始在偏远地区实施初中免费义务教育，2004年已经扩大到全国范围:9。韩国的高中在1974年开始实行“平准化”:2:171，2014年开始在偏远地区实行高中免费义务教育，2017年将推广到全国范围。1995年，韩国小学升初中的入学率为99.8%，初中入高中的升学率为98.7%，高中应届毕业生入大学的升学率为55%，复读生升学率达74.2%:178。

## 历史

### 古代

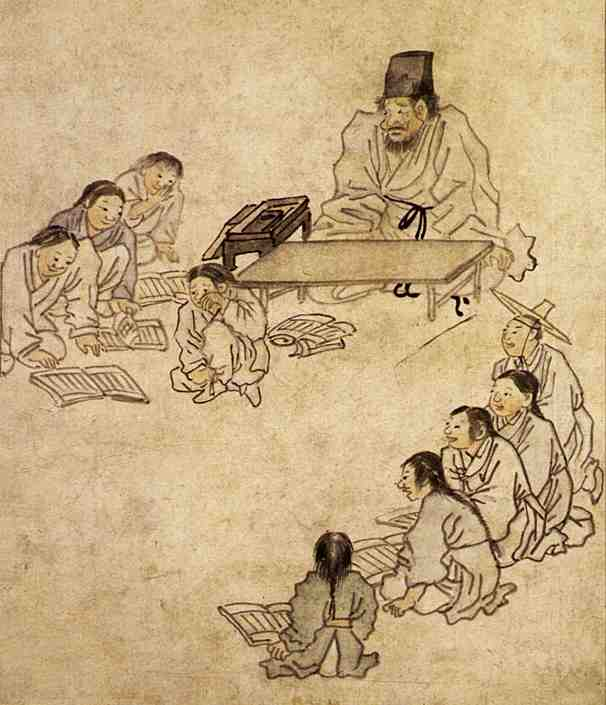
金弘道所画的18世纪朝鲜书堂

在原始社会，随着生产力的不断提高和社会发展，人们的劳动技能和社会经验不断积累、丰富。原始的教育在年长一辈把积累的生产劳动和社会生活经验传授给年轻一代的过程中自然产生。在朝鲜半岛檀君建国的传说中，天帝的儿子桓雄以“弘益人间”的理念降临到人间。“弘益人间”既是韩国的一个基本思想，也是当代韩国的教育理念。:145
公元前4世纪左右，随着中国文字、儒家思想和教育制度的传入，学校教育开始在朝鲜半岛出现。据《三国史记》记载，372年6月，高句丽小兽林王设立太学。这是朝鲜半岛最早的学校教育。太学以贵族子弟为教育对象，传授中国的古典和儒学。高句丽在地方设有面向百姓的最早私学-扃堂。三国时期的百济设立有博士制（博士是教授学问的官职）、留学生派遣制度和承担中央教育行政职能的内法佐平行政机构，并对古代日本明日香文化的形成产生了重要影响。百济是否建有像高句丽太学和扃堂一样的教育机构，目前还无法考证。新罗有着自己独特的花郎教育。682年，新罗效仿唐建立起国立高等教育机构国学，学制为9年。学生毕业后被授予十品或十一品的官职。:146:290-291
高丽时期的教育制度分为官学和私学。官学由国子监、学堂、乡校等组成。国子监于高丽成宗十一年（992年）成立， 忠烈王时期改为成均馆。私学由书堂和十二功道组成。书堂是面向平民子女的初等教育机构。十二功道是高丽最早的私立高等教育机构，主要为参加科举考试的人传授四书五经:146-147:291。高丽科举制度开始于958年:206。
朝鲜王朝时期的教育制度由官学、私学和特殊教育机构组成。官学分为国立高等教育机构成均馆和地方教育机构乡校。私学有私立中等教育机构书院和初等教育机构书堂。特殊教育有宗学和经筵。宗学是世宗时期为贵族子弟设立的传授经典、巫术、道德等贵族应该遵守的法道。经筵是大臣给君主授课的制度，主要由弘文馆员负责。:147:291

### 近代
开港后，西式教育开始传入朝鲜半岛。朝鲜进行了教育改革，开始尝试设立近代学校。1883年设立教授英文的同文学舍（又称通辩学校）和1886年设立的育英公院是朝鲜半岛最早的官办近代公共教育机构。育英公院以贵族子弟为招收对象，教授英语、自然科学、经济学等西式课程，起到连接旧式教育和新式教育的桥梁作用:291:207:168。1894年甲午更张后，朝鲜废除了科举制度，开始尝试建立包括小学、中学、大学等在内的现代教育体系。在西方传教士的倡导和推动下，第一批现代学校延禧学堂（1885年）、培材学堂（1885年）、梨花学堂（1886年）等开始在朝鲜半岛出现:207:1。1895年，高宗颁布教育立国诏书，设立了面向平民子弟的初等教师培养机构汉城师范学院:291。
朝鲜日治时期，朝鲜教育被日本帝国主义扭曲。1911年9月制定的《朝鲜教育令》对朝鲜私立学校和传统学校严格控制。朝鲜本土学校数量大量减少，取而代之的是为殖民体系培养人员的教育。1919年，朝鲜半岛私立学校从1911年的1973所下降到690所。第三次《朝鲜教育令》发布时，朝鲜语科目被从学校教育科目中删除，学校名称被统一改为日本名，民族教育被扼杀。:292:207:147

### 现代

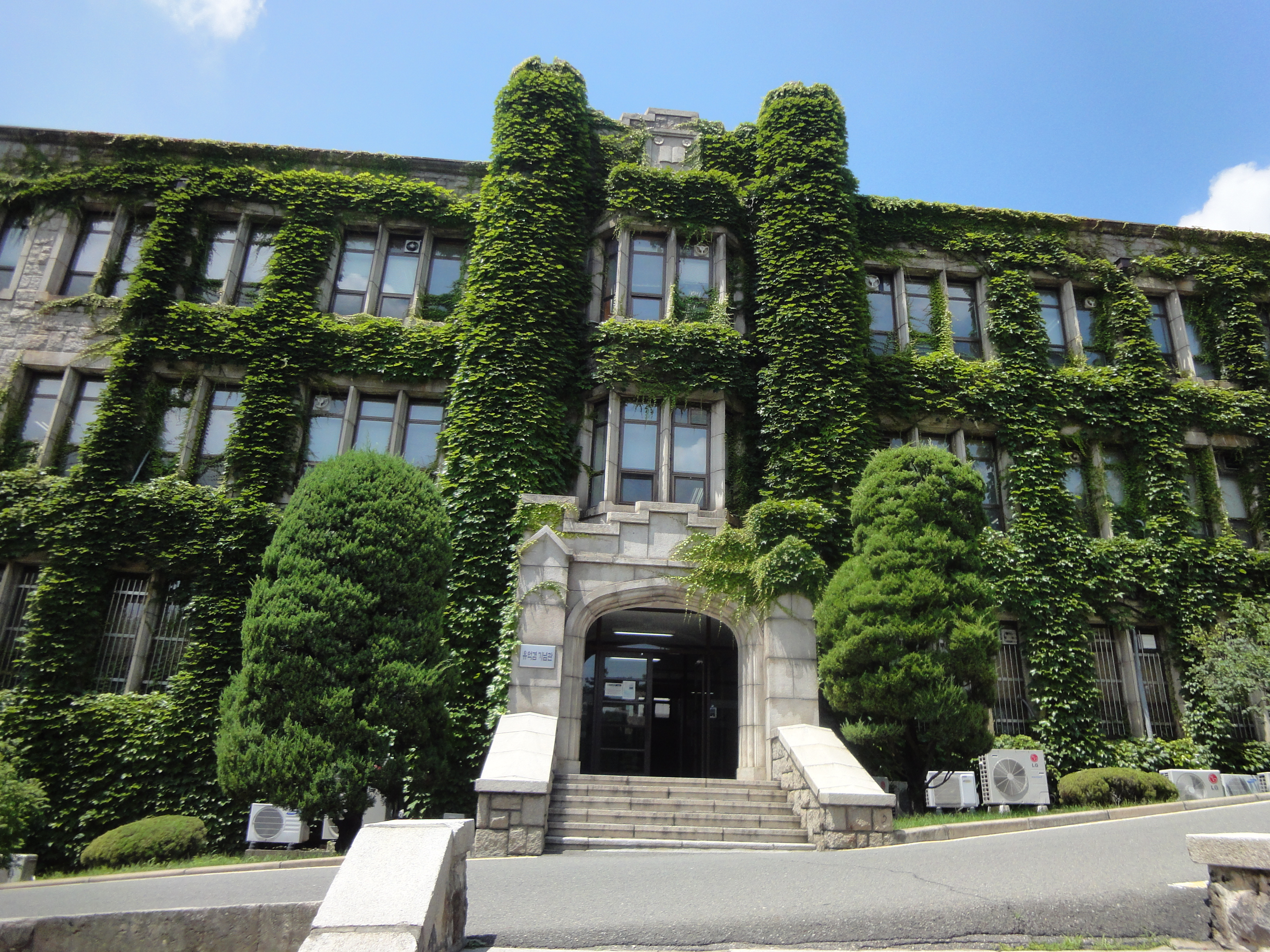
延世大学

光复后，美国军政府按照教育民主化和教育机会均等的方针，建立起“自由和民主教育体制”，实行义务教育计划。1946年8月27日，韩国政府发布了《汉城大学设置令》，翻开韩国高等教育的新篇章。1948年新制定的韩国宪法明确规定“所有国民都有平等接受教育的权利，最少也要接受免费的初等教育”:169。1949年，韩国颁布《教育法》，构筑了韩国教育制度的框架，在弘益人间的理念下实施6-3-3-4的学制。教育地方自治的构象使得教育从政治和一般行政分离开来。初等教育义务制的规定为国民平等享受教育提供了法律保障。在朝鲜战争结束到1959年的6年间，韩国推行了《6年义务教育计划》，使义务教育得到普及，96%的适龄儿童接受了义务教育，基本扫除了文盲。与此同时，韩国政府还制定了《职业技术教育5年计划》，为振兴战后经济培养了大量实用技术人才:1-2:292。
20世纪60年代，随着韩国经济和社会的发展，韩国教育也进入了数量上的快速发展阶段，教育规模迅速扩大。1962-1971年间，韩国实施了两期《义务教育设施扩充5年计划》，用以消除教育基础设施不足的局面，同时修缮和改建老化的教室、校舍。1969年，初中免试入学和大学入学考试制度开始实施:2:292:23。1968年3月，韩国公布了《长期教育综合计划（草案）》，教育发展开始被列入国家发展计划之中。“教育立国”成为国家发展战略:165。
20世纪70年代，韩国教育进入体制整顿的发展阶段。1972年，韩国启动了《长期综合教育发展规划（1972-1986）》。1972年8月，韩国成立了教育开发院，旨在加强教育科学研究和教育发展战略计划开发研究。为解决由于初中升学免试带来的高中升学考试竞争激烈的问题，韩国从1974年开始分阶段实施“高中招生推荐入学考试制度”，还强化了按照能力毕业和分专业招生等试点大学教育改革。为了培养韩国工业化所需的人才，韩国将2-3年制的高等教育机构改为专科大学，并成立了放送通信大学以满足国民的教育需求:2:171-172:23-24。1960-1979年间，韩国的小学生数量增长了约千倍，初、高中生增长了约40倍，大学（包括专科）学生增加了50多倍:166。
进入20世纪80年代，提高教育质量成为韩国教育的焦点。终身教育被纳入宪法条文中，并成为韩国四大国政目标之一。1980年7月30日，为解决课外辅导过热和应试教育，韩国政府公布了《教育正常化及消除过热课外补习的方案》，使学校教育从以升学考试为中心的教育中解脱出来，走上正常发展道路。改革后，韩国教育发展迅速。截至1985年，韩国小学升学率已达97%，初中升学率为90%，50%的高中毕业生可以升入大学。:2:292:172
从20世纪90年代，韩国教育开始注重培养全面发展的复合型创造性人才，实行教育民主化，地方教育自治也被重新提上日程。1992年颁布的第六次教育课程改革，在教育内容和方法上都侧重于应对21世纪的挑战:2-3:293。1999年，金大中政府在重振遭受亚洲金融危机冲击的韩国经济过程中，提出“第二次教育立国”，并制定了《教育基本法》、《初等、中等教育法》、《高等教育法》和《终身教育法》等，使人一生的教育均有法可依:176。与此同时，韩国实施了高等教育改革的“BK21工程”。“BK21工程”旨在建设一批世界一流水平的大学和研究院，培养21世纪知识经济所需要的新型高级人才和国家栋梁:166-167。2006年，韩国又启动了“世界一流大学计划”（the World Class University program）。

## 学前教育
20世纪60-70年代，韩国开始建设幼儿教育和保育体系，学前教育一直是教育和保育二元化路线:45。学前教育机构分为保育园和幼儿园两种。保育园由韩国女性部管辖，接收0-5周岁的儿童。幼儿园属韩国教育部管辖，接收3-5周岁的儿童。1991年1月14日制定的《婴幼儿保育法》和2004年1月29日制定的《幼儿教育法》是韩国学前教育的基本法律:46-47。2009年，韩国有1360234名入园适龄儿童，幼儿园的入园儿童数为537361（入园率为39.5%），保育园的入园儿童数为597415（入园率为43.9%）:42。
韩国国立和公立幼儿园的老师为国家公务员编制。幼儿园正规教师和园长需要有相应的资格认定。韩国教育部下设的“幼儿园教员资格鉴定委员会”负责幼儿教师资格的评定。韩国有61所本科大学和105所专科大学设有培养幼儿教师的专业。本科大学毕业即可获得幼儿园正规教师2级资格证书:52-53。2009年，韩国幼儿教师的数量为幼儿园35415人（师生比例为15.2%），保育园172559（师生比例为6.6%）:43-44。
2004年1月8日，韩国国会通过《幼儿教育法》，决定将学前一年教育纳入公共教育体系，实行5周岁上小学前一年免费幼儿园义务教育。这使得原来的9年制义务教育扩大到10年义务教育:191。2005年，韩国开始在农渔村实行5岁儿童就学前一年免费幼儿教育，2006年扩展到中小城市，2007年在全国范围展开:160。

## 小学教育

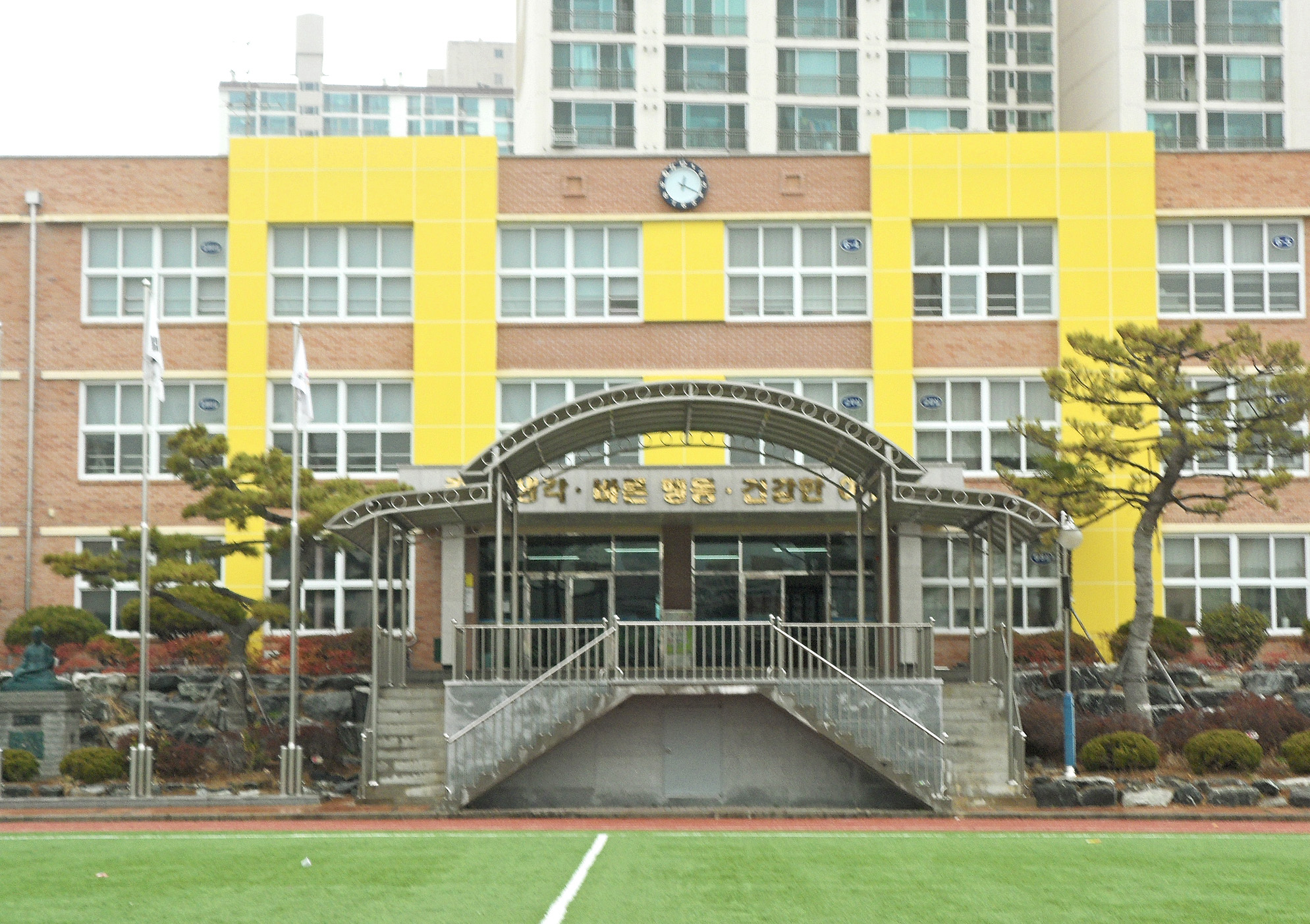
韩国小学

韩国的小学也被称为“初等学校”或“国民学校”是韩国的初等教育机构。韩国小学为6年制，入学年龄为6周岁。按照《教育法》的规定，初等学校旨在培养学生的国语和数学能力，正确的道德观念和生活习惯，科学地观察和处理日常生活中的自然事物和现象的能力，以及音乐、美术、文艺的基本技能和鉴赏能力。韩国小学的课程主要有道德、国语、社会、数学、自然、体育、音乐、美术和实践课。:209
韩国有小学5734所，在校学生392.5万人，小学教师16.4万人。小学教师需要在师范学校修满4年的教育学课程才能任教:209。韩国小学教育为免费义务教育，部分小学还实现了免费提供课间加餐和午餐。

## 初中教育
韩国初级中学又被称为“中学校”，是韩国中等教育的一部分，学制为3年。根据韩国《教育法》的规定，初中教育旨在扩大国民学校的教育成果，培养作为中坚国民所必备的品格和素质；培养学生掌握社会所需要的知识和技能；培养学生树立尊重劳动的思想，具有尊重劳动的行为；提高学生择业能力、判断能力和作出正确决定的能力；锻炼身体，提高体质。:209
韩国初中的课程主要有道德、国语、国史、社会、数学、科学、體育、产业或家政、外语和汉文等。其中，道德、国语、国史和社会这四门课程使用韩国国家统一编写出版的教科书，其它课程的教科书为自选。产业和家政为职业技术课，男生选修产业（技术），女生选修家政课。韩国初中每年授课至少220天，每周学时为34-36课时，每学时45分钟。为解决小学应试教育和学生负担过重问题，韩国于1969年取消了小学升初中的入学考试。重点和非重点中学的划分也同时被取消。韩国实行对初级中学统一设施、教师和财政标准。:209
韩国有初中3011所，在校学生208万人，教师10.7万人。初中教师必须为教员大学或师范学校4年本科毕业，并通过教师资格考试:209。1984年，韩国修订《教育法》将6年制义务教育改为9年制义务教育，1985年2月21日开始在经济不发达的农渔村的初中一年级开始实施，1986年扩大到全体学生。实行免费义务教育的初中学生免学杂费，书费自理。1987年，韩国初中就学率达到了99.9%。2004年，韩国普及了初中免费义务教育:191。

## 高中教育

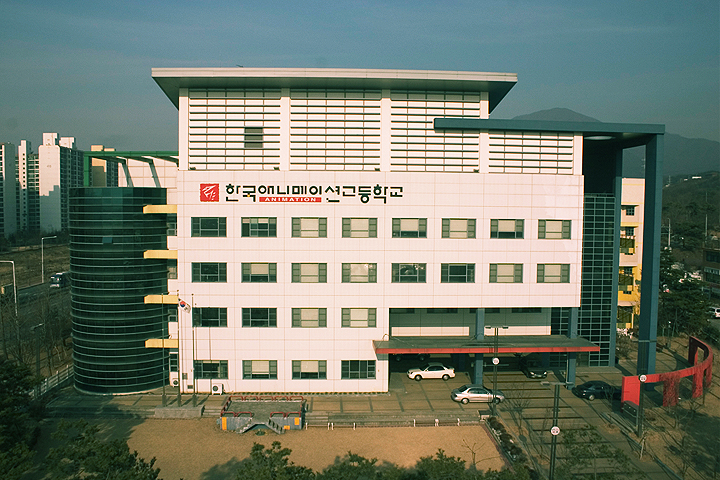
韩国河南市的动漫职业高中

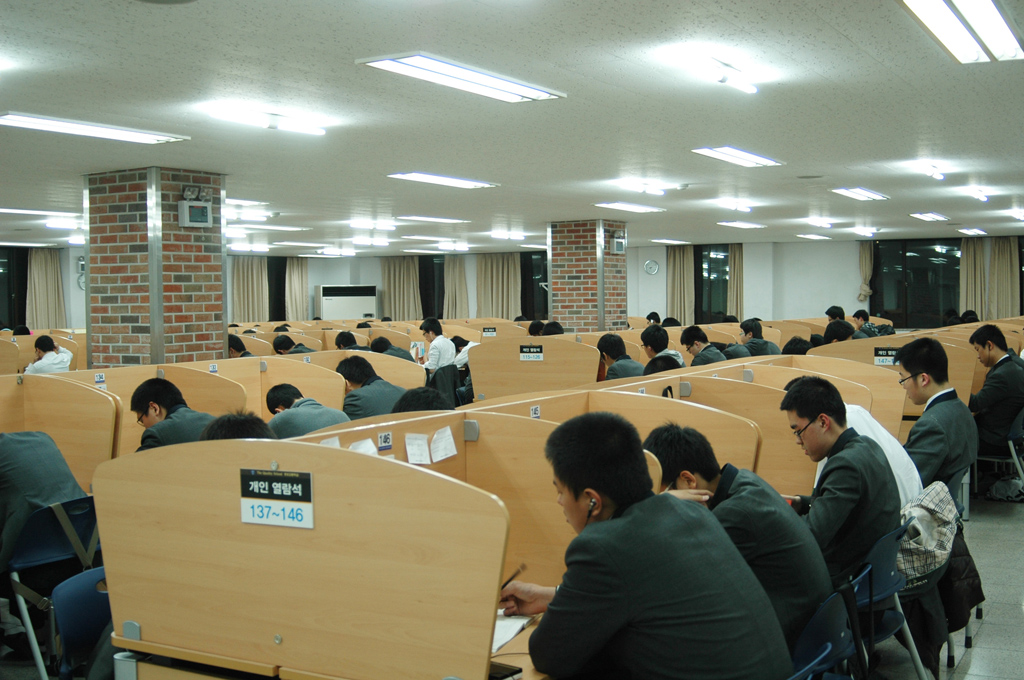
韩国高中教室

韩国高中又被称为“高等学校”，是韩国中等教育的一部分，学制为3年。根据韩国《教育法》，高中教育旨在进一步发展初中教育的成果，培养作为中坚国民所需具备的品行和能力；培养学生对国家、社会的理解、健全的判断力和自觉的民族使命感；提高学生的计划性和自己管理自己的能力；增强学生体质。:209-210
韩国高中分为普通高中和职业高中两种。普通高中以为学生升入大学做准备为目的，课程主要包括国民伦理、国语、国史、社会、数学、科学、体育、汉文、外语等。普通高中在高中二年级开始实行文理分科。为了给有特长的学生提供适当教育，韩国还建有一些艺术、体育、科学、外语专科高中。职业高中涵盖的领域有农业、工程技术、商业、水产、海洋、人文、艺能、综合等，其课程中普通课程占40-60%，其余部分为职业课程，配合在校和校外实习。韩国各类高中每年授课至少220天，教学204-216个课时，每个课时50分钟。:210
为解决1969年取消小学升初中免试带来的升高考试竞争激烈问题，韩国在1972年提出实行高中“平准化”的政策，即取消重点、非重点高中的划分，对普通高中实行抽签定校的招生制度，教师、设备实行统一标准。平准化政策1974年首先在首尔和釜山实施，后扩大到全国。2014年，韩国开始在偏远地区实行高中免费义务教育，2017年将推广到全国范围。
韩国有高中2159所，在校学生184万人，教师12万人。学生与教师比例为15:1。韩国各类高中毕业后均可以报考大学。不过，由于学校内容不同，普通高中的升学率要远高于职业高中的升学率。:209

## 高等教育
韩国高等院校分为专科大学（专门大学）、教育大学、综合大学（大学校）、大学和研究生院。专科大学为2-3年学制，是韩国职业教育的重要组成部分。教育大学是4年制专门培养小学教师的机构，全部是国立大学。韩国共有11所教育大学。教育大学费用较低，还享受其它优待。教育大学学生毕业后需要在指定的学校服务一定期限。综合大学是内设多所不同学科的大学和研究生院及研究院的大型高等院校。大学指的是按理、工、医、农、师范、艺术、体育等学科独立设立的高等院校，规模一般较小。按照韩国《教育法》的规定，综合大学至少要设立一个自然科学领域的大学。除医科大学、韩医医科大学、齿医医科大学学制为6年（2年预科，4年专业）外，其它大学都是4年制。
韩国的大学根据设立的主体不同可分为国立大学、公立大学及私立大学，其中私立大学的数目占到80%以上。根据韩国《教育法》的规定，所有高等院校，无论国立、公立还是私立都由韩国教育部统一领导和监督。教育部对高等院校招生计划、教师资格审定、课程及学位要求进行控制。由高等院校校长组成的大学教育协会协助教育部对大学的管理进行协调。韩国高等院校在组织教学方面有很大的自主权，没有统一的教学大纲。国语、国史、外国语、文化史、体育、一般科学理论是所有学生的必修课，其它课目的设置和教材由学校和老师确定。

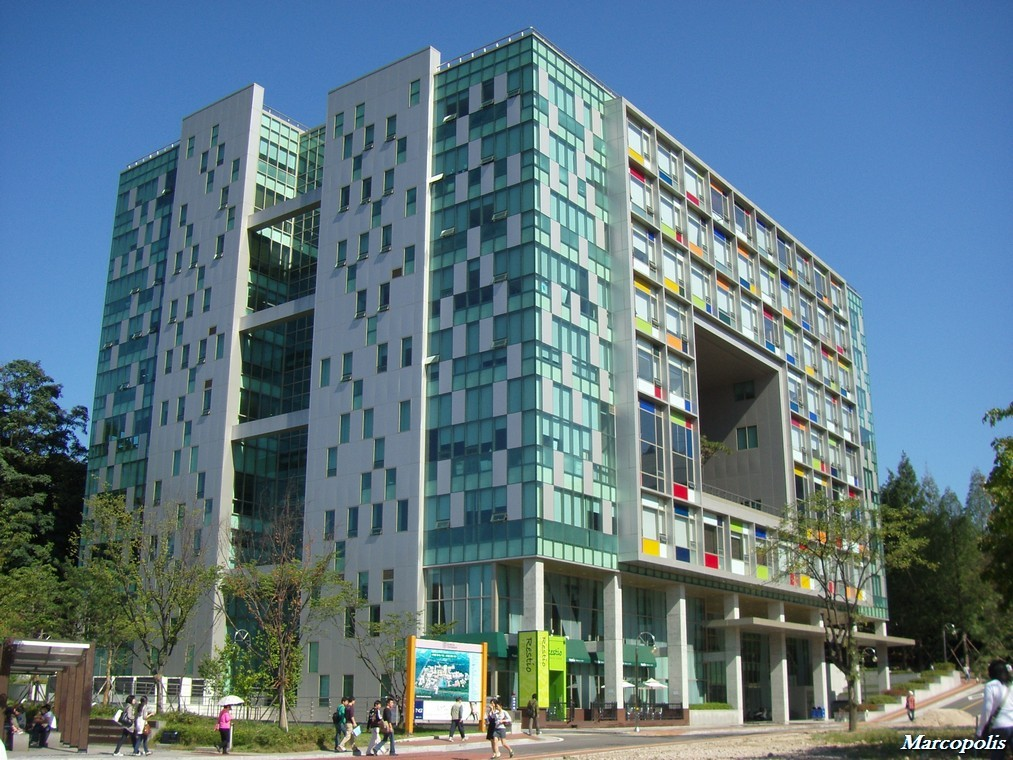
韩国建国大学

韩国高等院校对学生实行考勤、考绩和学分相结合的学籍管理方法。学生可以休学去国外留学或从事其它事情，返校后可以插班学习。韩国高等院校教师分为定员教师（在编教师）和时间教师（合同教师）两种。国立和公立高等院校的定员教师为国家公务员。时间教师按实际授课时间支付报酬，不享受其它待遇。时间教师如果授课效果好，可以续签合同，在定员教师缺员时可以转为正式教师。按规定，定员教师可以到其它院校兼职时间教师。定员教师的职称分为教授、副教授、助教授、专任讲师四级。编外教师分为名誉教授、时间讲师和助教。
韩国的高考制度变换频繁。建国之初，韩国高等院校实行大学单考招生。各大学自主出题选拔新生，政府不参与招生制度的管理。为防止招生腐败，1962年，韩国开始实行大学入学资格国家招生考试制度。两种招生方式各有的利弊，使韩国高等院校招生制度在历史出现反复和重叠。为弥补弊端，韩国高等院校招生在历史上还引入了高中内审、学生论述、推荐信、学校生活记录、面试等方法。2002年以后，韩国高等院校采取的是大学能力考试、学校生活记录薄、论述、推荐信、面试并行的招生方式。:98-105
从1966年到1995年，韩国用两个15年实现了高等教育毛入学率从5%到15%再到50%的飞跃，使高等教育普及化，成为世界上高等教育发展速度最快的国家。1996年和2006年，韩国先后启动了旨在进一步提升高等教育的“面向21世纪的智力韩国计划”（Brain Korea 21）和“世界一流大学计划”（the World Class University program）。韩国历史最为悠久的大学是成均馆大学，其历史可以追溯到1398年成立的朝鲜王朝最高学府成均馆。首尔大学（Seoul National University）、高丽大学（Korea University）和延世大学（Yonsei University）三所著名高等院校在韩国很有影响。因其英文缩写首字母为“SKY”，被称为韩国大学一片天。许多韩国政要都是SKY大学的校友。另外韩国科学技术院（KAIST）和浦项工科大学在国际上也享有很高的声誉。

## 成人教育
韩国的成人教育学校包括3年制的成人小学（公民学校）、3年制的成人初中（高等公民学校）、3年制的广播电视高中（放送通信高等学校）、4-5年制的广播电视大学（放送通信大学）和开放大学（产业大学或工业大学），以及开放学院（研究生院）。20世纪60年代中期，随着义务教育在韩国的普及，基础教育阶段的成人学校的规模开始逐年减少。
韩国广播电视大学为国立大学，成立于1972年， 下设12个地区学习观和32所分校，开设有国语、英语、中文、法语、初等教育、幼儿教育、教育学、贸易、法律、行政、经济、农学、家政、电子计算机、应用统计、保健卫生16个专业。
韩国共有9所国立，5所私立开放大学。这14所开放大学都是工业大学，对职业高中和普通高中毕业的就职人员进行大学课程教育，有白天部也有夜间部。14所开放大学中设有5个开放研究生院（国立3所，私立2所）。
除了上述学历教育的各种成人学校外，韩国各级政府和各产业集团还举办非学历的在职短期培训，如中央教育研修院，中央公务员研修院、三星综合研修院等。

## 特殊教育
韩国实行免费特殊教育，无论国立、公立和私立特殊学校，教育费都由韩国政府负担。附设幼儿园的学校，儿童3岁入学，4岁起享受免费教育直到高中毕业。截止2006年，韩国共建有143所残疾人学校，学生总数为23449人。其中盲人学校12所，聋哑学校18所，肢体残疾人学校18所，智障学校88所，精神障碍学校7所。为提高特殊教育的教学质量，韩国在1994年设立了国立特殊教育研究院，负责特殊教育的发展计划和培训特殊教育教师。:101